# Jung Chang
Jung Chang, (Wade-Giles: Chang Jung, Pinyin: Zhāng Róng, oprindelig Er-hong Chang) (født 25. marts 1952 i Yibin i Sichuan i Kina), er en kinesisk-født britisk forfatter. Hun er bedst kendt for sin selvbiografi Vilde Svaner: Tre Døtre af Kina (over 10 millioner eksemplarer solgt i hele verden, men ikke i Folkerepublikken Kina, hvor den er forbudt) og for sin 832 sider lange biografi af Mao Zedong, Mao: The Unknown Story fra juni 2005 (skrevet sammen med hendes ægtemand, den britiske sovjethistoriker Jon Halliday).